# Црква Светих Јоакима и Ане у Вукшић Пољу
Црква Светих Јоакима и Ане једнобродна је грађевина у селу Вукшић Поље код Милића, Република Српска. Припада епархији зворничко-тузланској, а посвећена је Светом Јоакиму и Ани.
Градња цркве започета је 1939. године. Сазидана је од камена, покривена је лимом и има звоник са једним звоном. Када је градња завршена 1939. године, Епископ зворничко-тузлански Нектарије осветио је храм.
Према предању, на месту данашње цркве раније је постојала старија и већа црква коју су Турци срушили, а материјал потом искористили за градњу џамије, али не постоје поуздани подаци који би то потврдили. Током Другог светског рата усташе су запалиле цркву, која је 1965. године обновљена. Црква је у потпуности обновљена у периоду 2009—2012. године, када је стари звоник замењен новим и замењена дотрајала плоча и малтер на цркви.
Црква није живописана, а иконостас у дуборезу од брестовог дрвета израдио је Раде Пантић из Милића. Иконе на липовом дрвету израдили су Марија Давидовић из Милића и извесна Љиљана из Шапца.